# Vahan Agopyan
Vahan Agopyan (Istambul, 8 de dezembro de 1951) é um engenheiro civil brasileiro de ascendência armênia nascido na Turquia. De 2018 a 2022 foi reitor da Universidade de São Paulo e atualmente exerce o cargo de secretário estadual da Ciência, Tecnologia e Inovação do Estado de São Paulo.  
Formou-se em engenharia civil pela Escola Politécnica da Universidade de São Paulo (Poli-USP) em 1974. Professor da USP desde 1975, foi Vice Reitor e Pro-Reitor de Pós-Graduação da USP diretor da Poli e diretor-presidente do Instituto de Pesquisas Tecnológicas (IPT). Foi presidente do Conselho Superior do Instituto de Pesquisas Energéticas e Nucleares (Ipen) e membro do Conselho Superior da Fundação de Amparo à Pesquisa do Estado de São Paulo.  Foi eleito Eminente Engenheiro de 2004 pelo Instituto de Engenharia de São Paulo.

## Prêmios
- Cavaleiro da Legião de Honra da República Francesa (2021)
- Medalha do Pacificador – Exército Nacional
- Prêmio Eminente Engenheiro do Ano 2004 do Instituto de Engenharia (IE).[3]

## Atividades desempenhadas
- Reitor da Universidade de São Paulo  2018-2022
- Vice-reitor da USP 2014-2018
- Pró-reitor de Pós-Graduação da USP 2010-2014
- Coordenador de Ciência, Tecnologia e Inovação da Secretaria de Desenvolvimento do Estado de São Paulo, de 2008 a 2010.
- Diretor da Escola Politécnica da USP, de 2002 a 2005
- Vice-diretor da Escola Politécnica da USP, de 1998 a 2002
- Chefe do Departamento de Engenhahia de Construção Civil da EPUSP, nos biênios de 1992 a 1994 e 1996 a 1998
- Presidente do Comitê Brasileiro da Construção Civil (COBRACON) da ABNT, nos biênios de 1994 a 1996 e 1996 a 1998
- Vice-Presidente do Conselho do ITQC – Instituto Brasileiro de Tecnologia e Qualidade da Construção Civil, de 1997 a 2002
- Membro do Conselho de Orientação do IPT – Instituto de Pesquisas Tecnológicas do Estado de São Paulo, como representante da EP, de 1996 a 1999
- Membro do Conselho Diretor do Instituto Mauá de Tecnologia, como representante do Governo do Estado, de 1993 a 1996 e de 1996 a 1999
- Membro do Conselho Diretivo da Associação Brasileira de Normas Técnicas (ABNT), como representante do seu Conselho Técnico, de 1997 a 1998
- Editor de Ambiente Construído, revista da ANTAC, desde 96 e membro do conselho editorial da revista Cement and Concrete Composites, Elsevier, de 1990 a 1995
- Presidente do Centro de Engenharia Civil e Ambiental (CEC) da Escola Politécnica da USP no ano de 1973 e 1974.
- Membro da Coordenação de Engenharias da FAPESP, desde 1992
- Coordenador-adjunto de Engenharia I da CAPES, de 1993 a 1995, membro de todas as Comissões de Avaliação dos programas de pós-graduação em Engenharia Civil, de 1990 a 2007
- Coordenador de Engenharia I da CAPES, de 2002 a 2006
- Membro do Conselho Técnico Científico da CAPES, no período de 2004 a 2008, e seu representante no Conselho Superior da agência, no mesmo período
- Membro-convidado do Comitê Assessor de Engenharia Civil do CNPq, em diversas ocasiões, desde 1993
- Presidente do Conselho de Pesquisa, Cultura e Extensão Universitária da EPUSP, seu representante no Conselho de Pesquisa da USP e membro do Conselho do Fundo de Pesquisa da USP, no período de 1992 e 1993
- Membro da Comissão de Manutenção da USP, entre 1993 e 1997 e no período subsequente de 1998 a 2002

## Atividades de orientação direta
- Iniciação Científica: sete alunos que já concluíram
- Mestrado: dezoito mestres e dois mestrandos
- Doutorado: treze doutores e seis doutorandos

## Publicações
- Mais de setenta publicações completas em anais de congressos nacionais ou internacionais, capítulos de livros, livros e em periódicos. O principal tema dessas publicações é o de materiais reforçados com fibras, aproveitamento de resíduos na construção e qualidade da construção;
- Mais de trinta publicações internas da própria faculdade, como boletins do PCC, artigos na Revista Politécnica e apostilas que servem de material de estudos para as disciplinas ministradas na EPUSP.